# IC 3161
IC 3161 је појединачна звијезда у сазвјежђу Дјевица која се налази на листи објеката дубоког неба у Индекс каталогу.
Деклинација објекта је + 8° 59' 57" а ректасцензија 12h 20m 1,3s.